# Obereopsis ruficornis
Obereopsis ruficornis là một loài bọ cánh cứng trong họ Cerambycidae.